# Bottle (framework web)
Bottle é um microframework web WSGI para a linguagem de programação Python. Ele foi projetado para ser rápido, simples e leve, e é distribuído como um único módulo de arquivo sem dependências além da Biblioteca Padrão do Python. O mesmo módulo é executado com Python 2.7 e 3.x.
Ele oferece despacho de solicitação (rotas) com suporte de parâmetro de URL, modelos, um servidor web integrado e adaptadores para muitos servidores WSGI/HTTP de terceiros e motores de modelo.
Ele é projetado para ser leve e permitir o desenvolvimento de aplicativos da Web de forma fácil e rápida.

## Recursos
- Arquivo único executado com Python 2.7 e 3.x
- Pode ser executado como um servidor web autônomo ou ser usado atrás ("montado") de qualquer servidor web que suporte WSGI
- Motor de template integrado chamado SimpleTemplate Engine
- Suporte para dados de cliente JSON (para clientes REST e JavaScript)
- Plugins para bancos de dados populares e armazenamentos de chave/valor e outros recursos[5]

## Exemplo
Um simples "Olá Mundo!":
```
from
 
bottle
 
import
 
route
,
 
run
,
 
template

@route
(
'/ola/<name>'
)

def
 
index
(
name
):

    
return
 
template
(
'<b>Olá {{name}}</b>!'
,
 
name
=
name
)

run
(
host
=
'localhost'
,
 
port
=
8080
)

```